# Midstream
Midstream — журнал, основанный базирующимся в Нью-Йорке Фондом Теодора Герцля, который был связан с Американской секцией Всемирной сионистской организации. Описывается как «интеллектуальный сионистский журнал». В значительной степени журнал рассматривал себя как издание, играющее роль, несколько схожую с ролью Commentary, интеллектуального издания Американского еврейского комитета, но с явно еврейской направленностью. Midstream начал выпускаться в 1955 году. Начав как ежеквартальное еврейское обозрение, в 1965 году он стал ежемесячным. Последний печатный выпуск был издан в 2013 году.
Midstream был журналом мнений, посвящённым политическим, социальным и религиозным темам, связанным с еврейскими общинами. Хотя он не был официальным органом Фонда, он был создан в то время, когда печатался целый ряд аналогичных изданий, таких как Partisan Review, The Reconstructionist и даже The New Republic, как средство выражения широкого спектра мнений в рамках политического сионизма, не обязательно отражающих взгляды редакторов журнала. 
Midstream в значительной степени следовал основной политической дуге Commentary от либеральной к центристской, к несколько консервативной и к неоконсервативной, отражая взгляды сменявших друг друга редакторов, хотя это и не было той же дугой, что и у большинства американских евреев.